# Зуккау, Герберт Августович
Герберт Августович Зуккау (20 февраля 1883, Санкт-Петербург — 2 ноября 1937, Томск) — российский переводчик, известный первым русским переводом книги Ярослава Гашека «Похождения бравого солдата Швейка».

## Биография
Сын Августа Андреевича Зуккау (нем. Suckau; 1844—1901), предпринимателя немецкого происхождения (родом из Любека), совладельца компании «Износков, Зуккау и К°», владевшей чугунолитейными заводами в Нижнем Новгороде. Окончил юридический факультет Санкт-Петербургского университета (1906), работал помощником присяжного поверенного, с 1916 г. присяжным поверенным Петербургской судебной палаты.
После 1917 г. занимался литературной работой. Публиковался как критик и переводчик, работал редактором в издательствах «Прибой» и «Недра». Состоял во Всероссийской ассоциации пролетарских писателей (с 1921 г.). В 1931—1935 гг. сотрудник ленинградской газеты на немецком языке Rote Zeitung.
21 апреля 1935 года был арестован и по обвинению в антисоветской агитации и пропаганде и организационной деятельности, направленной к совершению контрреволюционного преступления (статьи 58.10 и 58.11 УК РСФСР) приговором Особого Совещания при НКВД СССР выслан на три года в Томск. 10 октября 1937 года вторично арестован по статье 58.2 (вооружённое восстание и вторжение в контрреволюционных целях на советскую территорию вооружённых банд, захват власти в центре или на местах в тех же целях). Приговорён к высшей мере наказания особой тройкой НКВД по Новосибирской области, расстрелян 2 ноября 1937 г. Реабилитирован по первому делу в 1957 году, по второму делу в 1989 году.
Из трёх сыновей Зуккау известен старший, Владимир Зуккау-Невский, поэт и переводчик.

## Творчество
Наиболее известная работа Зуккау — первый русский перевод «Похождений бравого солдата Швейка», выполненный с немецкого перевода Грете Райнер и опубликованный в четырёх выпусках, как и оригинал, в 1927—1928 гг. Части третья и четвёртая были указаны как переведённые совместно супругами Зуккау — вместе с женой Герберга Алисой Германовной Зуккау, урождённой фон Витте (1888—1941).
Второй важный труд Зуккау — первый русский перевод романа Альфреда Дёблина «Берлин, Александерплац», изданный в 1935 г., после ареста Зуккау, без указания имени переводчика, и переизданный в 1961 г. в сильно изменённом виде под редакцией Николая Португалова.
Среди других переводов Зуккау — роман Самуила Орница «Господин Пузан», книга Юджина Лайонса «Жизнь и смерть Сакко и Ванцетти», эссе Стефана Цвейга о Бальзаке (из цикла «Три мастера»).